# 雄谷良成
雄谷 良成（おおや りょうせい、1961年‐ ）は日本のソーシャルワーカー。社会福祉法人佛子園理事長、日蓮宗普香山蓮昌寺（ふこうざん れんじょうじ）・行善寺住職、公益社団法人青年海外協力協会会長。石川県白山市において、子どもから高齢者、障害や疾病の有無・国籍等にかかわらず、全ての人が一緒に共生するまちとしての社会福祉施設「佛子園」や、金沢市において、かつての地域コミュニティ再生を目的に、障害者を持った人と健常者・大学生をはじめとする若者と高齢者など様々な人が一緒に分け隔てなく暮らせる社会福祉施設Share金沢（シェア金沢）などを運営している。
その取り組みはテレビ東京系日経スペシャル カンブリア宮殿や、NHKこころの時代〜宗教・人生〜等で取り上げられ、地方創生の先駆的事例として注目されている。

## 経歴
- 1961年 石川県金沢市生まれ
- 1980年 星稜高等学校卒業
- 1985年 金沢大学教育学部卒業

大学卒業後は、特別支援学級教員、青年海外協力隊（ドミニカ共和国、障害福祉指導者育成）、財団法人フンダシオン・オーサカ（ドミニカ共和国、医療過疎地病院建設）センター長、北國新聞社、金城大学非常勤講師等を経て、現在は、祖父が開設した社会福祉法人佛子園理事長、及び普香山蓮昌寺（ふこうざん れんじょうじ）住職を務める。
- 2013年 Share金沢開設

## テレビ番組
- 日経スペシャル カンブリア宮殿（テレビ東京）
  - ごちゃ混ぜの街作りで地域活性！ 金沢発！大注目コミュニティの全貌（2016年7月21日）[1]。
  - 全国が注目！にぎわいをつくる "ごちゃまぜ"戦略の全貌（2024年6月13日）[2]。
- こころの時代〜宗教・人生〜（2022年11月6日、NHK）[3]

## 関連書籍
- 『ソーシャルイノベーション 社会福祉法人佛子園が「ごちゃまぜ」で挑む地方創生!』（監修:雄谷良成、編著:竹本鉄雄）（2018年9月28日、ダイヤモンド社）ISBN 9784478101766

## 関連リンク
- 社会福祉法人佛子園
- カンブリア宮殿
- こころの時代〜宗教・人生〜